# Miloslav Mečíř
Miloslav Mečíř (Bojnice, 19 maggio 1964) è un ex tennista e allenatore di tennis cecoslovacco e dal 1993 slovacco.
Soprannominato Gattone, alle Olimpiadi di Seul del 1988 ha vinto la medaglia d'oro in singolare e quella di bronzo in doppio, difendendo i colori della Cecoslovacchia, e ha disputato due finali del Grande Slam. Ha raggiunto il 4º posto nel ranking ATP sia in singolare, nel febbraio del 1988, che in doppio, nel marzo 1988.
Vanta inoltre altri 10 titoli in singolare e 9 in doppio nel circuito maggiore, nonché la World Team Cup vinta con la Cecoslovacchia nel 1987. Il titolo più prestigioso in doppio è quello vinto in coppia con Tomáš Šmíd alle finali Masters del 1987. Nel 2020 è stato inserito dalla ESPN nella lista degli otto migliori giocatori che non hanno mai vinto un torneo del Grande Slam. Si è ritirato a soli 26 anni per problemi alla schiena. Dopo il ritiro è stato allenatore della squadra slovacca di Coppa Davis dal 1994 al 2017.

## Biografia
Impara a giocare tra i 6 e i 7 anni dal padre, che era tennista di un club locale. Mečíř era conosciuto dagli appassionati di tutto il mondo con il soprannome italiano “gattone” per i movimenti felpati, l'imprevedibilità e l’atteggiamento indolente che aveva in campo. Un altro soprannome era "Swede killer", ammazza svedesi, per la regolarità con cui sconfiggeva gli svedesi, molti dei quali erano in quel periodo tra i migliori tennisti del mondo; l'unica eccezione era Stefan Edberg, che ha vinto 10 dei 15 incontri disputati con Mečíř. Spirito libero e introverso, giocava senza coach e alle riunioni mondane preferiva la pesca, sua grande passione. Sposato con Petra, anche il figlio Miloslav junior, nato nel gennaio 1988, ha intrapreso la carriera di tennista professionista.

## Caratteristiche tecniche
(Gianni Clerici)

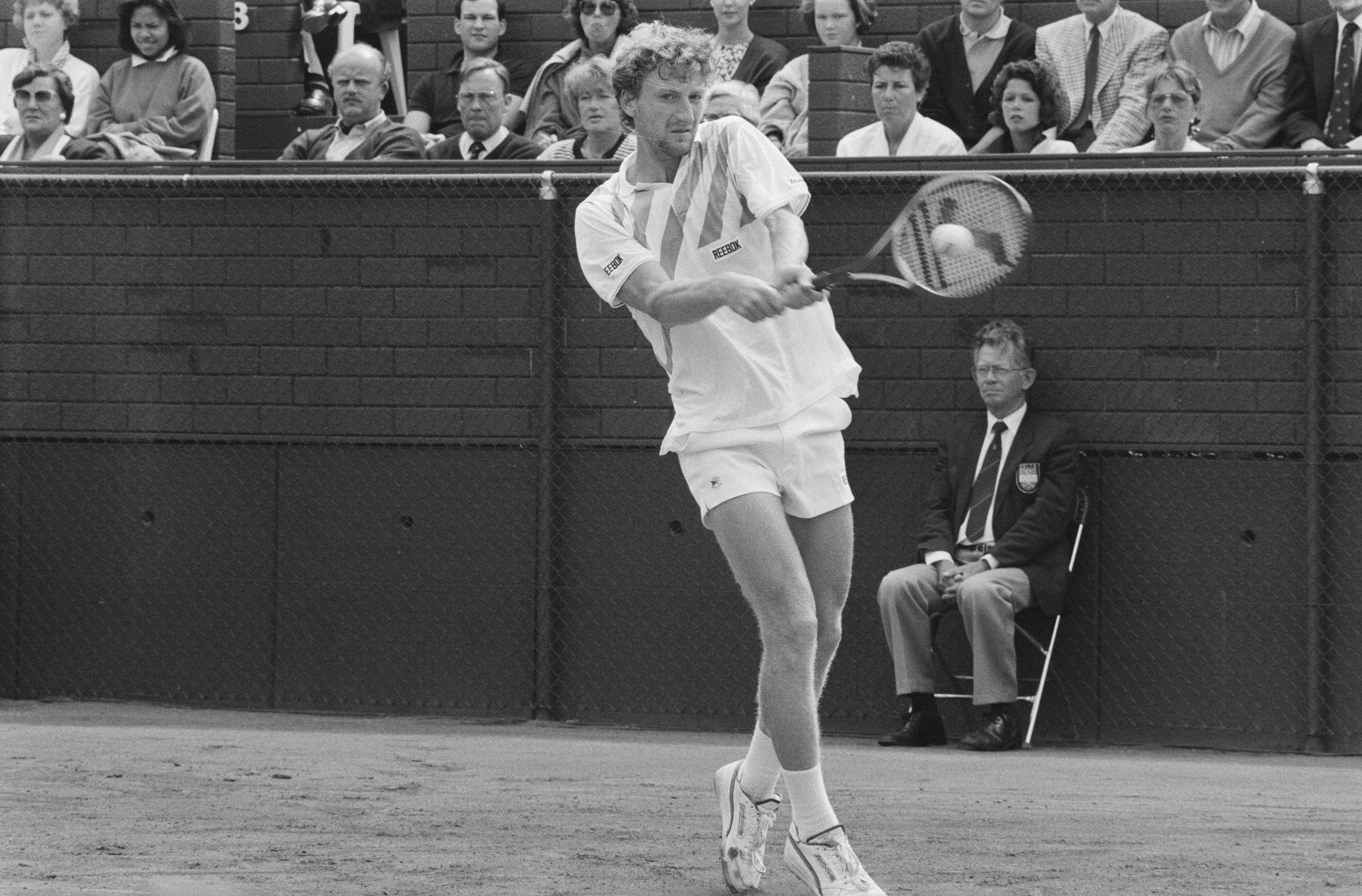
Il rovescio a due mani di Mečíř

Apparentemente lento nei movimenti, sorprendeva gli avversari colpendo la palla con largo anticipo e con un'andatura leggera che gli consentiva di arrivare sulla palla dando l'impressione di non essersi mosso (per questo Gianni Clerici lo ribattezzò "gattone" Mečíř). Giocatore destrimano, colpiva di rovescio a due mani con grande precisione, generalmente di piatto e con una grande rotazione del torso. Aveva un ottimo senso tattico e sapeva sfruttare i punti deboli dell'avversario. Era particolarmente bravo nei colpi incrociati, trovando angoli che pochi altri riuscivano a trovare. Per evitare i suoi insidiosi colpi incrociati, Lendl vinse contro di lui due finali dello Slam giocando soprattutto potenti palle vicino alla linea di mezzeria a fondo campo. Era particolarmente incisivo quando veniva attaccato e trovava difficoltà con tennisti come Lendl che giocavano con aggressività e potenza da fondo campo. Non era un giocatore d'attacco ma era efficace nel gioco a rete e le volée con cui chiudeva il punto sono state definite "superbe". Nonostante fosse molto alto, si muoveva con disinvoltura ed eleganza. Giocava bene su tutte le superfici e sapeva uscire con fluidità da situazioni critiche.
Imponeva un gioco non potente ma fantasioso e imprevedibile, variando spesso i colpi, per poi trovare il punto con improvvisi fendenti, soprattutto di rovescio. Tra i suoi colpi più sorprendenti vi era la demivolée passante di rovescio da fondo campo. A partire dal 1989 il suo rendimento è calato a causa del mal di schiena che l'ha costretto al ritiro l'anno successivo. È stato uno degli ultimi tennisti del circuito a giocare con una racchetta di legno, e in particolare è stato l'ultimo a vincere un torneo; nell'ultimo titolo conquistato in carriera, al torneo di Indian Wells del 1989, utilizza una Snauwaert di legno rivestito in grafite.

## Carriera da tennista

### 1982-1983: prima finale Grand Prix, debutto in Coppa Davis e top 100
Debutta tra i professionisti nell'ottobre 1982 raggiungendo i quarti di finale nel Challenger di Porto. Dopo questo isolato torneo, inizia a giocare con maggiore frequenza nel circuito internazionale nel 1983, anno in cui si laurea campione cecoslovacco; Torna nei quarti in luglio al Neu Ulm Challenger e perde in due set contro il vincitore del torneo Tomáš Šmíd. Nel settembre 1983 debutta nel circuito maggiore nel torneo ATP di Bordeaux e raggiunge subito la semifinale sconfiggendo tra gli altri il coetaneo Martín Jaite; viene eliminato perdendo 6-8 il set decisivo da Pablo Arraya che vincerà il titolo. La settimana successiva esordisce nella squadra cecoslovacca di Coppa Davis nella sfida dei playoff contro l'Unione Sovietica e vince il primo singolare in 5 set contro Andrej Česnokov dopo essere stato sotto di due set. Perde l'incontro contro Aleksandr Michajlovič Zverev sul risultato di 4-0 in favore dei cecoslovacchi. In ottobre partecipa al prestigioso torneo Godó e al secondo turno elimina il veterano Manuel Orantes prima di cedere in due set a Anders Järryd. A fine torneo fa il suo ingresso nella top 100 del ranking ATP. In novembre disputa il suo primo torneo dello Slam all'Australian Open ed esce al primo turno. Nell'ultimo torneo stagionale gioca la sua prima finale Grand Prix sull'erba di Adelaide e viene sconfitto in rimonta da Mike Bauer con il punteggio di 6-3, 4-6, 1-6.

### 1984: 2 finali Grand Prix e 38º nel ranking
Salta i primi tornei del 1984 e rientra a fine febbraio a Madrid, uscendo al secondo turno per mano della testa di serie nº 8 Vitas Gerulaitis. Al successivo torneo di Metz raggiunge la semifinale e perde in due set dal vincitore del titolo Ramesh Krishnan, risultato che gli permette per la prima volta l'accesso nella top 50. Torna nel circuito due mesi dopo per affrontare la stagione sulla terra rossa che si rivela deludente con tre eliminazioni al primo turno, in particolare al suo esordio al Roland Garros con la sconfitta al quinto set subita da Juan Aguilera, dopo essere stato avanti 2 set a 0. A Wimbledon vince il suo primo incontro in una prova dello Slam ma non va oltre il secondo turno. La trasferta estiva negli Stati Uniti si conclude con 3 sconfitte su 4 incontri. Disputa la sua seconda finale del Grand Prix in settembre a Palermo; al secondo turno concede solo 4 giochi alla testa di serie nº 1 Henrik Sundström e nell'atto conclusivo ne raccoglie solo 3 contro il padrone di casa Francesco Cancellotti. Tra i migliori risultati nei tornei disputati in autunno vi sono i quarti di finale a Bordeaux e a Barcellona e la finale di Colonia, nella quale viene battuto 6-7, 2-6 da Joakim Nyström dopo aver eliminato Stefan Edberg e Tim Wilkison. Esce al primo incontro disputato all'Australian Open e negli altri tornei australiani di fine anno si mette in luce solo ad Adelaide, raggiungendo i quarti di finale. Nel ranking di fine anno è al 50º posto, dopo essere stato al 38º in ottobre.

### 1985: primi 2 titoli Grand Prix e top 10
Disputa il primo torneo del 1985 a Filadelfia, al secondo turno supera per la prima volta il nº 11 ATP Nystrom, che l'aveva battuto nei due precedenti incontri. Negli ottavi si prende la rivincita anche su Krishnan e in semifinale ottiene la vittoria più significativa contro il nº 2 del mondo Jimmy Connors, battuto per 5-7, 6-4, 6-3. In finale si arrende al nº 1 John McEnroe con il punteggio di 3-6, 6-7, 1-6 e a fine torneo entra nella top 30 del ranking. In marzo risulta decisivo nella sfida di Coppa Davis vinta dalla Cecoslovacchia per 3-2 a Tbilisi sull'Unione Sovietica imponendosi in entrambi i singolari. A fine mese vince il suo primo titolo Grand Prix in carriera a Rotterdam, dopo aver perso le prime tre finali fino ad allora disputate. Al primo turno perde l'unico set di tutto il torneo contro Paul McNamee, al secondo elimina il nº 6 del mondo Anders Järryd, nei quarti l'emergente Boris Becker e in semifinale ha di nuovo la meglio su Nystrom; in finale concede solo 3 giochi a Jakob Hlasek. Sei settimane dopo si ripete ad Amburgo, dominando il torneo senza perdere alcun set; negli ultimi tre incontri supera i quotati svedesi Joakim Nyström (nº 10 del mondo), Mats Wilander (nº 4), e in finale il nº 14 Henrik Sundström con il punteggio di 6-4, 6-1, 6-4. Piega di nuovo Wilander in semifinale agli Internazionali d'Italia e in finale si inchina a Yannick Noah, che si impone in 4 set.
Perde il primo incontro nella World Team Cup contro Thierry Tulasne ma la Cecoslovacchia si qualifica per la finale anche grazie a i suoi successi contro Jarryd e Vijay Amritraj. Nella sfida con gli Stati Uniti decisiva per l'assegnazione del titolo, Mečíř viene sconfitto da Connors e gli americani vincono la coppa affermandosi per 2 incontri a 1. Il terzo turno raggiunto al Roland Garros gli è sufficiente per arrivare al 10º posto del ranking. A Wimbledon si presenta con la testa di serie nº 12 e al primo turno viene eliminato a sorpresa dal nº 99 ATP Tom Gullikson. Nella trasferta estiva in America arriva ai quarti solo a Indianapolis e viene sconfitto dalla rivelazione dell'anno Boris Becker, reduce dal trionfo a Wimbledon. Si ferma al secondo turno agli US Open, ma contribuisce con due vittorie al passaggio in semifinale di Coppa Davis della Cecoslovacchia, che in agosto supera 5-0 l'Ecuador a Guayaquil. Nella semifinale contro la Germania di Becker in ottobre, Mečíř perde entrambi i singolari e i tedeschi si impongono per 5-0. Chiude la stagione in anticipo a fine ottobre e si sottopone a due interventi chirurgici al ginocchio sinistro che lo tengono lontano dai campi per alcuni mesi. A fine anno è al 9º posto nella classifica mondiale, nuovo best ranking.

### 1986: 3 titoli Grand Prix, finale agli US Open e nº 6 del ranking
Torna a giocare in marzo in occasione della sfida di Coppa Davis a Calcutta contro l'India, vince i suoi due singolari e la Cecoslovacchia elimina gli indiani per 4-1. La settimana dopo raggiunge le semifinali a Milano e viene eliminato dal ceco nº 1 del mondo Ivan Lendl. Nei quarti del successivo torneo di Bruxelles sconfigge il nº 9 ATP Anders Järryd e viene battuto in semifinale dal nº 109 Broderick Dyke. Alle WCT Finals di Dallas esce al primo turno. Non ripete i buoni risultati della primavera precedente sulla terra battuta, raggiunge i quarti solo a Monaco di Baviera mentre al Roland Garros viene sconfitto in 5 set da Martín Jaite al secondo turno. Alla World Team Cup perde il suo primo incontro in carriera contro Wilander e la Svezia si qualifica per la finale. Recupera buona parte delle posizioni perdute nel ranking a Wimbledon; dopo aver eliminato Stefan Edberg e Brad Gilbert si arrende in tre set nei quarti a Boris Becker, che a soli 18 anni si riconfermerà campione dello Slam londinese. La settimana dopo Mečíř si impone sia nei due singolari che in doppio nella sfida valida per i quarti di Davis vinta 5-0 con la Jugoslavia. Termina positivamente la stagione sulla terra battuta con le semifinali a Båstad, i quarti di finale a Hilversum e soprattutto con il titolo vinto a Kitzbühel, dove supera in finale in 5 set il nº 11 ATP Andres Gomez. A Hilversum si aggiudica anche il primo titolo in doppio in carriera, in coppia con Tomáš Šmíd sconfigge in finale per 6-4, 6-2 i padroni di casa Tom Nijssen / Johan Vekemans.
Il 7 settembre raggiunge la prima finale del Grande Slam agli US Open dopo aver superato al quarto turno il nº 2 ATP Mats Wilander, nei quarti il nº 7 Joakim Nyström e in semifinale il nº 3 Becker; perde l'incontro decisivo contro il numero 1 del mondo il connazionale Ivan Lendl con il punteggio di 6-4, 6-2, 6-0, ma fissa il proprio best ranking all'8ª posizione. Quell'edizione degli U.S. Open viene ricordata perché anche nella finale del singolare femminile si affrontano due tenniste cecoslovacche: Helena Suková e Martina Navrátilová. Due settimane dopo arriva in finale anche ad Amburgo e perde in 4 set da Henri Leconte. In ottobre perde tutti e tre gli incontri di Coppa Davis disputati a Praga contro la Svezia, che si impone per 5-0 e passa in finale. La settimana dopo raggiunge i quarti a Tolosa in singolare e vince il torneo di doppio in coppia con Tomáš Šmíd, sconfiggendo in tre set in finale Jakob Hlasek / Pavel Složil. Sfiora la qualificazione alle finali Masters di dicembre e termina la stagione al 9º posto del ranking, dopo essere stato 6º in ottobre.

### 1987: 12 titoli Grand Prix, World Team Cup e nº 5 del ranking
Vince il primo torneo della stagione a Auckland senza perdere alcun set e in finale concede solo 9 giochi a Michiel Schapers, mentre all Australian Open subisce una dura sconfitta da Edberg al quarto turno. Si riscatta dominando il torneo di Sydney, di nuovo senza cedere alcun set, battendo in finale Peter Doohan per 6-2, 6-4. In febbraio subisce la seconda sconfitta stagionale da Edberg nei quarti di finale a Indian Wells. La settimana dopo vince il ricco e prestigioso Miami Masters di Key Biscayne, perde un solo set nei primi quattro turni e nei quarti si prende la rivincita su Edberg battendolo in 4 set dopo aver perso il primo; in semifinale approfitta del ritiro di Yannick Noah, che stava perdendo 5-7, 1-5, e in finale ottiene la sua unica vittoria in carriera su Ivan Lendl sconfiggendolo con il punteggio di 7-5 6-2 7-5, impresa che gli vale il 5º posto nel ranking. In marzo perde contro Amos Mansdorf il primo singolare della sfida di Davis contro Israele e le sue vittorie in doppio e nel secondo singolare non sono sufficienti alla Cecoslovacchia, che viene sconfitta 3-2 ed eliminata. Nel successivo torneo di Rotterdam cede in due set a McEnroe nei quarti. In aprile arriva in finale a Milano senza perdere alcun set, in semifinale infligge a Wilander un umiliante 6-0, 6-2 e nell'incontro decisivo viene sconfitto 4-6, 3-6 dal nº 2 del mondo Boris Becker. Due settimane dopo trionfa nelle prestigiose WCT Finals di Dallas, nei quarti demolisce nuovamente Wilander per 6-1, 6-1, 6-3, in semifinale supera in 4 set Andrés Gómez e si aggiudica il titolo battendo McEnroe per 6-0, 3-6, 6-2, 6-2.
Inizia la stagione europea sulla terra rossa con la sconfitta in finale ad Amburgo, raccogliendo solo 7 giochi in 3 set contro Lendl, ma vince il torneo di doppio in coppia con Smid, con il quale raggiunge la finale anche agli Internazionali d'Italia. A fine maggio vince con Smid e Milan Šrejber la World Team Cup; nel round robin la Cecoslovacchia si qualifica per la finale con le vittorie su Australia e Svezia, nonostante la sconfitta subita contro la Germania, in questa fase Mečíř vince due incontri in singolare e tre in doppio con Smid. Nella finale con gli Stati Uniti si aggiudica il primo punto grazie all'abbandono di McEnroe per proteste quando Mečíř conduceva per 7-5, 2-6, 2-1, e insieme a Smid vince l'incontro decisivo battendo 6-3, 6-1 Brad Gilbert / Robert Seguso. In giugno raggiunge la sua prima e unica semifinale al Roland Garros vincendo in tre set tutti gli incontri prima di cedere nuovamente a Lendl, che lo sconfigge con il punteggio di 6-3, 6-3, 7-6. Viene quindi eliminato in tre set da Jarryd al terzo turno di Wimbledon. In luglio conquista il suo quinto titolo stagionale in singolare battendo 6-0, 6-2 Jan Gunnarsson nella finale di Stoccarda. La settimana successiva si impone in tutti e tre gli incontri disputati a Praga nello spareggio di Davis vinto 5-0 contro l'Argentina. In agosto vince il Dutch Open di Hilversum sia in singolare, battendo in finale in 4 set Guillermo Pérez Roldán, che in doppio, dove conferma il titolo vinto l'anno prima, questa volta in coppia con Wojtek Fibak. La settimana successiva a Kitzbühel viene sconfitto in 4 set da Emilio Sánchez nella finale in singolare e perde anche quella di doppio, in coppia con Smid. Subito dopo, sempre con Smid, vince la finale del doppio a Praga.
Agli US Open perde in totale 2 set nei 4 incontri vinti prima dei quarti di finale, dove viene sconfitto in 4 set da Wilander. Esce nei quarti in singolare anche a Barcellona e a Wembley, tornei nei quali si aggiudica il titolo in doppio assieme a Smid. Chiude il 1987 partecipando per la prima volta alle finali Masters che quell'anno si tengono a New York. Prende parte sia al torneo in singolare, dove esce al round robin con le tre sconfitte patite da Wilander, Edberg e Pat Cash, che a quello in doppio, vincendo il titolo con Smid battendo in finale Ken Flach / Robert Seguso per 7-5, 6-4. Termina al 6º posto del ranking in singolare e al 12º in doppio la stagione più redditizia della carriera, nella quale incassa 1.205.326 dollari di montepremi contro i 680.271 guadagnati in totale fino al 1986. Il bilancio è di 6 titoli in singolare e 6 in doppio, con 74 vittorie su 94 incontri disputati in singolare e 53 su 67 in doppio.

### 1988: campione olimpico e nº 4 del ranking
Nel gennaio 1988 nasce il figlio Miloslav junior e Mečíř salta gli Australian Open; fa il suo esordio stagionale in febbraio a Praga per il primo turno di Coppa Davis, vinto 5-0 contro il Paraguay, imponendosi in entrambi i singolari e in doppio con Smid. A Rotterdam perde un solo set nel cammino che lo porta alla finale con Edberg, nella quale viene sconfitto con il punteggio di 6-7, 2-6. A Milano esce nei quarti per mano di Milan Šrejber, assieme al quale perde la finale nel torneo di doppio contro Boris Becker / Eric Jelen. A fine torneo si trova al 4º posto della classifica mondiale, che rimarrà il suo best ranking in carriera. Nella trasferta sul cemento statunitense si ferma ai quarti a Indian Wells, battuto da Emilio Sánchez, mentre con la semifinale raggiunta in doppio diventa il 4º al mondo anche in questa classifica. A Orlando perde la finale contro Andrej Česnokov per 6-7, 1-6 dopo aver eliminato Andre Agassi nei quarti. In semifinale a Key Biscayne cede in 4 set a Jimmy Connors.
In aprile prende parte alla sfida contro la Svezia a Norrköping valida per i quarti di Davis, nel primo singolare sconfigge Wilander in 3 set e il giorno dopo insieme a Smid perde il doppio contro Wilander / Edberg. Sul risultato di 2-2 affronta nell'incontro decisivo Edberg, vince il primo e il terzo set ma non resiste al ritorno dell'avversario, che porta la Svezia in semifinale vincendo 9-7 il quinto set. Salta tutta la stagione primaverile sulla terra rossa e si ripresenta nel circuito a Wimbledon dopo due mesi di assenza. Perde un solo set nei primi turni e nei quarti concede solo 7 giochi a Wilander, che era reduce dai trionfi negli Slam dell'Australian Open e del Roland Garros; il campione svedese vede così sfumare la possibilità di vincere tutti e 4 i tornei dello Slam nello stesso anno, un rammarico che sarebbe aumentato con il trionfo agli US Open in settembre. Mečíř si qualifica così per la prima volta alla semifinale di Wimbledon ma si trova la strada sbarrata nuovamente da Edberg, che rimonta due set di svantaggio, lo elimina vincendo 6-4 al quinto set e otterrà il suo primo titolo nello Slam londinese battendo Becker in finale. Negli ultimi impegni estivi, Mečíř non va oltre i quarti di finale a Praga, sconfitto a sorpresa da Fernando Luna, e il terzo turno agli US Open, eliminato in 4 set da Emilio Sanchez.

#### Le medaglie olimpiche
Si presenta al torneo di singolare delle Olimpiadi di Seul come 12º del ranking e con la testa di serie nº 3; cede un set nei primi due turni a Eric Jelen e a Jeremy Bates, vince quindi in tre set contro Guy Forget e nei quarti supera Michiel Schapers in 4 set dopo aver perso il primo. In semifinale trova il nº 3 del mondo Stefan Edberg, che lo aveva sconfitto negli ultimi 4 incontri disputati, il match si risolve al quinto set, come i due precedenti a Wimbledon e in Davis, ma questa volta la spunta Mečíř con il punteggio di 3-6, 6-0, 1-6, 6-4, 6-2. In finale rimonta il set di vantaggio a Tim Mayotte e si aggiudica l'oro olimpico con il punteggio di 3-6, 6-2, 6-4, 6-2. Partecipa al torneo di doppio con Milan Šrejber, accreditati della testa di serie nº 8; al primo turno dispongono con facilità dei cinesi Shu-Wah Liu / Ke-Qin Ma, mentre impiegano 5 set per avere ragione dei fratelli Anand e Vijay Amritraj al secondo e di Guy Forget / Henri Leconte nei quarti. In semifinale raccolgono solo 7 giochi contro le teste di serie nº 1 Ken Flach / Robert Seguso, che vinceranno l'oro. Non è prevista la finale del 3º e 4º posto e la coppia cecoslovacca si fregia così della medaglia di bronzo. Il trionfo di Seul è l'ultimo risultato di rilievo della stagione, che chiude al 13º posto del ranking in singolare e al 64º in doppio.

### 1989: finale all'Australian Open, due titoli Grand Prix e Hopman Cup
Dopo due mesi di pausa invernale, Mečíř torna in campo il 28 dicembre 1988 per la prima edizione della Hopman Cup, competizione per squadre nazionali miste con uomini e donne; perde i suoi incontri in singolare sia nei quarti che in semifinale, ma la Cecoslovacchia elimina Giappone e Svezia grazie alle vittorie in singolare di Helena Suková e a quelle del doppio misto Mečíř / Suková. In finale sconfiggono l'Australia 2-0 con le nuove vittorie della Suková e del doppio misto. A fine gennaio raggiunge la sua seconda e ultima finale di uno Slam agli Australian Open, perdendo un solo set nei sei incontri che precedono la sfida decisiva per il titolo contro Lendl; al sesto e ultimo incontro tra i due cecoslovacchi ha la meglio Lendl, che demolisce Mečíř con un triplo 6-2. Il risultato lo fa comunque rientrare tra i top 10. In febbraio batte Andrej Čerkasov nel primo singolare del primo turno di Coppa Davis contro l'Unione Sovietica, a risultato acquisito per i cecoslovacchi perde il secondo singolare da Aleksandr Volkov. Esce al primo turno in singolare a Rotterdam, ma vince il titolo in doppio assieme a Milan Šrejber, sconfiggendo in finale 7-6, 6-0 la coppia Jan Gunnarsson / Magnus Gustafsson. In marzo torna a giocare dopo un mese di assenza e vince il suo ultimo titolo in carriera al prestigioso torneo di Indian Wells; elimina nei primi turni Mark Woodforde e il diciassettenne Pete Sampras, il nº 25 ATP Michael Chang nei quarti e il nº 8 Jimmy Connors in semifinale. In finale va sotto di due set contro Yannick Noah ma rimonta e si impone con il punteggio di 3-6, 2-6, 6-1, 6-2, 6-3.
Durante la stagione soffre sempre più spesso di dolori lombari e dirada le sue presenze, dopo il forfait dato al secondo turno a Miami si prende una pausa di quasi due mesi e al suo rientro in maggio esce al primo turno a Roma. È l'inizio della sua parabola discendente, a fine mese perde tutti gli incontri in singolare e 2 dei 3 giocati in doppio alla World Team Cup, con la Cecoslovacchia eliminata nel round robin. Esce al primo turno al Roland Garros e, dopo un mese di sosta, non va oltre il terzo al torneo di Wimbledon, alla fine del quale esce definitivamente dalla top 10. Per vincere un altro incontro deve aspettare gli US Open, dove viene eliminato da Becker in 4 set al terzo turno. Al primo turno del Paris Open supera il nº 20 ATP Sanchez ed esce al secondo per mano di Edberg. In novembre raggiunge i quarti di finale a Wembley e strappa un set al nº 4 del mondo McEnroe, sempre a Wembley gioca i suoi ultimi incontri di doppio in carriera uscendo al secondo turno. Chiude la stagione al 18º posto del ranking in singolare.

### 1990
Inizia la sua ultima stagione con l'eliminazione al primo turno ad Auckland. Agli Australian Open perde un solo set nei primi tre incontri e al quarto turno viene rimontato dopo aver vinto i primi due parziali contro Becker, che si impone 6-1 al quinto set. In febbraio disputa i suoi ultimi incontri in Coppa Davis nella sfida vinta 5-0 contro la Svizzera, battendo in tre set Jakob Hlasek e Marc Rosset. La settimana successiva raggiunge la semifinale a Bruxelles superando nell'ordine il nº 17 ATP Emilio Sánchez, il finlandese Aki Rahunen e il nº 31 Ronald Agénor prima di essere eliminato in due set dal nº 15 Carl-Uwe Steeb. Due settimane dopo sconfigge di nuovo Agenor e Paolo Canè a Stoccarda e si inchina nei quarti al vincitore del torneo Becker. All'Indian Wells Masters esce al primo turno e scende al 63º posto del ranking. A fine torneo si prende una pausa di tre mesi e rientra al Roland Garros, perdendo in 4 set al primo turno da Tim Wilkison. Vince il suo ultimo incontro a Wimbledon sconfiggendo il nº 73 ATP Tomás Carbonell con il punteggio di 6-4, 6-4, 6-1 e chiude la carriera con la sconfitta per 2-6, 3-6, 2-6 al secondo turno da Stefan Edberg. Si ritira a soli 26 anni per i problemi alla schiena di cui soffre dall'anno precedente, con un palmarès di 11 titoli in singolare e 9 in doppio e dopo aver totalizzato premi per 2.632.538 dollari nell'arco della sua breve carriera.

## Carriera da allenatore
Dopo la separazione tra Slovacchia e Repubblica Ceca nel 1993, nel 1994 nasce la squadra slovacca di Coppa Davis e Mecir ne diventa il primo capitano non giocatore e allenatore. Alla sua guida, la squadra slovacca con Karol Kučera, Dominik Hrbatý e Michal Mertiňák perde per 3-2 la finale di Coppa Davis 2005 a Bratislava contro la Croazia di Mario Ančić e Ivan Ljubičić. Lascia l'incarico nel 2017 per problemi di salute. È stato anche allenatore per i tennisti e le tenniste della Slovacchia ai Giochi olimpici.

## Tornei del Grande Slam

### Finali perse (2)
| Anno | Torneo          | Avversario in finale | Punteggio in finale |
| 1986 | U.S. Open       | Ivan Lendl           | 4-6, 2-6, 0-6       |
| 1989 | Australian Open | Ivan Lendl           | 2-6, 2-6, 2-6       |

## Statistiche

### Singolare

#### Titoli (11)
| Legenda                     |
| Grande Slam (0)             |
| Tennis Masters Cup (0)      |
| Tennis Masters Cup WCT (1)  |
| Medaglia d'oro olimpica (1) |
| ATP Masters Series (3)      |
| ATP Tour (6)                |

| No. | Data              | Torneo                                      | Superficie  | Avversario in finale   | Punteggio           |
| 1.  | 24 marzo 1985     | ABN AMRO World Tennis Tournament, Rotterdam | Sintetico   | Jakob Hlasek           | 6-1 6-2             |
| 2.  | 5 maggio 1985     | ATP German Open, Amburgo                    | Terra rossa | Henrik Sundström       | 6-4 6-1 6-4         |
| 3.  | 10 agosto 1986    | Austrian Open, Kitzbühel                    | Terra rossa | Andrés Gómez           | 6-4 4-6 6-1 2-6 6-3 |
| 4.  | 11 gennaio 1987   | Heineken Open, Auckland                     | Cemento     | Michiel Schapers       | 6-2 6-3 6-4         |
| 5.  | 1º febbraio 1987  | New South Wales Open, Sydney                | Erba        | Peter Doohan           | 6-2 6-4             |
| 6.  | 8 marzo 1987      | Miami Masters, Key Biscayne                 | Cemento     | Ivan Lendl             | 7-5 6-2 7-5         |
| 7.  | 12 aprile 1987    | WCT Finals, Dallas                          | Sintetico   | John McEnroe           | 6-0 3-6 6-2 6-2     |
| 8.  | 19 luglio 1987    | Stuttgart Outdoor, Stoccarda                | Terra rossa | Jan Gunnarsson         | 6-0 6-2             |
| 9.  | 2 agosto 1987     | Dutch Open, Hilversum                       | Terra rossa | Guillermo Pérez Roldán | 6-4 1-6 6-3 6-2     |
| 10. | 30 settembre 1988 | Olimpiadi di Seoul, Seul                    | Cemento     | Tim Mayotte            | 3-6 6-2 6-4 6-2     |
| 11. | 19 marzo 1989     | Indian Wells Masters, Indian Wells          | Cemento     | Yannick Noah           | 3-6 2-6 6-1 6-2 6-3 |

#### Finali perse (13)
| Legenda                                          |
| Grande Slam (2)                                  |
| Tennis Masters Cup ATP (0)                       |
| Tennis Masters Cup WCT (0)                       |
| Grand Prix Super Series / ATP Masters Series (4) |
| ATP Grand Prix (7)                               |

| No. | Data              | Torneo                                        | Superficie  | Avversario in finale  | Punteggio             |
| 1.  | 1º gennaio 1984   | South Australian Open, Adelaide               | Erba        | Mike Bauer            | 6–3, 4–6, 1–6         |
| 2.  | 16 settembre 1984 | Campionati Internazionali di Sicilia, Palermo | Terra rossa | Francesco Cancellotti | 0–6, 3–6              |
| 3.  | 21 ottobre 1984   | Cologne Grand Prix, Colonia                   | Cemento (i) | Joakim Nyström        | 6–7, 2–6              |
| 4.  | 27 gennaio 1985   | U.S. Pro Indoor, Filadelfia                   | Sintetico   | John McEnroe          | 3–6, 6(5)–7, 1–6      |
| 5.  | 19 maggio 1985    | Internazionali d'Italia, Roma                 | Terra rossa | Yannick Noah          | 3–6, 6–3, 2–6, 6(4)–7 |
| 6.  | 7 settembre 1986  | U.S. Open, New York                           | Cemento     | Ivan Lendl            | 4–6, 2–6, 0–6         |
| 7.  | 21 settembre 1986 | German Open Hamburg, Amburgo (1)              | Terra rossa | Henri Leconte         | 2–6, 7–5, 4–6, 2–6    |
| 8.  | 5 aprile 1987     | Milano Indoor, Milano                         | Sintetico   | Boris Becker          | 4–6, 3–6              |
| 9.  | 3 maggio 1987     | German Open Hamburg, Amburgo (2)              | Terra rossa | Ivan Lendl            | 1–6, 3–6, 3–6         |
| 10. | 9 agosto 1987     | Austrian Open, Kitzbühel                      | Terra rossa | Emilio Sánchez        | 4–6, 1–6, 6–4, 1–6    |
| 11. | 14 febbraio 1988  | ABN AMRO World Tennis Tournament, Rotterdam   | Sintetico   | Stefan Edberg         | 6(5)–7, 2–6           |
| 12. | 13 marzo 1988     | Paine Webber Classic, Orlando                 | Cemento     | Andrej Česnokov       | 6(6)–7, 1–6           |
| 13. | 29 gennaio 1989   | Australian Open, Melbourne                    | Cemento     | Ivan Lendl            | 2–6, 2–6, 2–6         |

### Doppio

#### Titoli (9)
| Legenda                                          |
| Grande Slam (0)                                  |
| Tennis Masters Cup ATP (1)                       |
| Tennis Masters Cup WCT (0)                       |
| Grand Prix Super Series / ATP Masters Series (1) |
| ATP Grand Prix (7)                               |

| N. | Data              | Torneo                                      | Superficie  | Compagno       | Avversario in finale               | Punteggio             |
| 1. | 2 agosto 1986     | Dutch Open, Hilversum (1)                   | Terra rossa | Tomáš Šmíd     | Tom Nijssen Johan Vekemans         | 6-4, 6-2              |
| 2. | 11 ottobre 1986   | Grand Prix de Tennis de Toulouse, Tolosa    | Cemento     | Tomáš Šmíd     | Jakob Hlasek Pavel Složil          | 6-2, 3-6, 6-4         |
| 3. | 2 maggio 1987     | ATP German Open, Amburgo                    | Terra rossa | Tomáš Šmíd     | Claudio Mezzadri Jim Pugh          | 4–6, 7–6, 6–2         |
| 4. | 1º agosto 1987    | Dutch Open, Hilversum (2)                   | Terra rossa | Wojciech Fibak | Tom Nijssen Johan Vekemans         | 7-6, 5-7, 6-2         |
| 5. | 15 agosto 1987    | Čedok Open, Praga                           | Terra rossa | Tomáš Šmíd     | Stanislav Birner Jaroslav Navrátil | 6-3, 6-7, 6-3         |
| 6. | 26 settembre 1987 | Torneo Godó, Barcellona                     | Terra rossa | Tomáš Šmíd     | Javier Frana Christian Miniussi    | 6-1, 6-2              |
| 7. | 14 novembre 1987  | Wembley Championship, Londra                | Sintetico   | Tomáš Šmíd     | Ken Flach Robert Seguso            | 7-5, 6-4              |
| 8. | 7 dicembre 1987   | Masters Cup ATP, New York                   | Sintetico   | Tomáš Šmíd     | Ken Flach Robert Seguso            | 6-4, 7-5, 6(5)-7, 6-3 |
| 9. | 11 febbraio 1989  | ABN AMRO World Tennis Tournament, Rotterdam | Sintetico   | Milan Šrejber  | Jan Gunnarsson Magnus Gustafsson   | 7-6, 6-0              |

#### Finali perse (3)
| Legenda                                          |
| Grande Slam (0)                                  |
| Tennis Masters Cup ATP (0)                       |
| Tennis Masters Cup WCT (0)                       |
| Grand Prix Super Series / ATP Masters Series (1) |
| ATP Grand Prix (2)                               |

| N. | Data             | Torneo                        | Superficie  | Compagno   | Avversari in Finale         | Punteggio     |
| 1. | 16 maggio 1987   | Internazionali d'Italia, Roma | Terra rossa | Tomáš Šmíd | Guy Forget Yannick Noah     | 2-6, 7-6, 3-6 |
| 2. | 8 agosto 1987    | Austrian Open, Kitzbühel      | Terra rossa | Tomáš Šmíd | Sergio Casal Emilio Sánchez | 6-7, 6-7      |
| 3. | 20 febbraio 1988 | Milan Indoor, Milano          | Sintetico   | Tomáš Šmíd | Boris Becker Eric Jelen     | 3-6, 3-6      |